# جورج إليوت هوارد
جورج إليوت هوارد (بالإنجليزية: George Elliott Howard)‏ هو مؤرخ أمريكي، ولد في 1 أكتوبر 1849، وتوفي في 9 يونيو 1928 في لنكن في الولايات المتحدة.